# Pallaswasseramsel

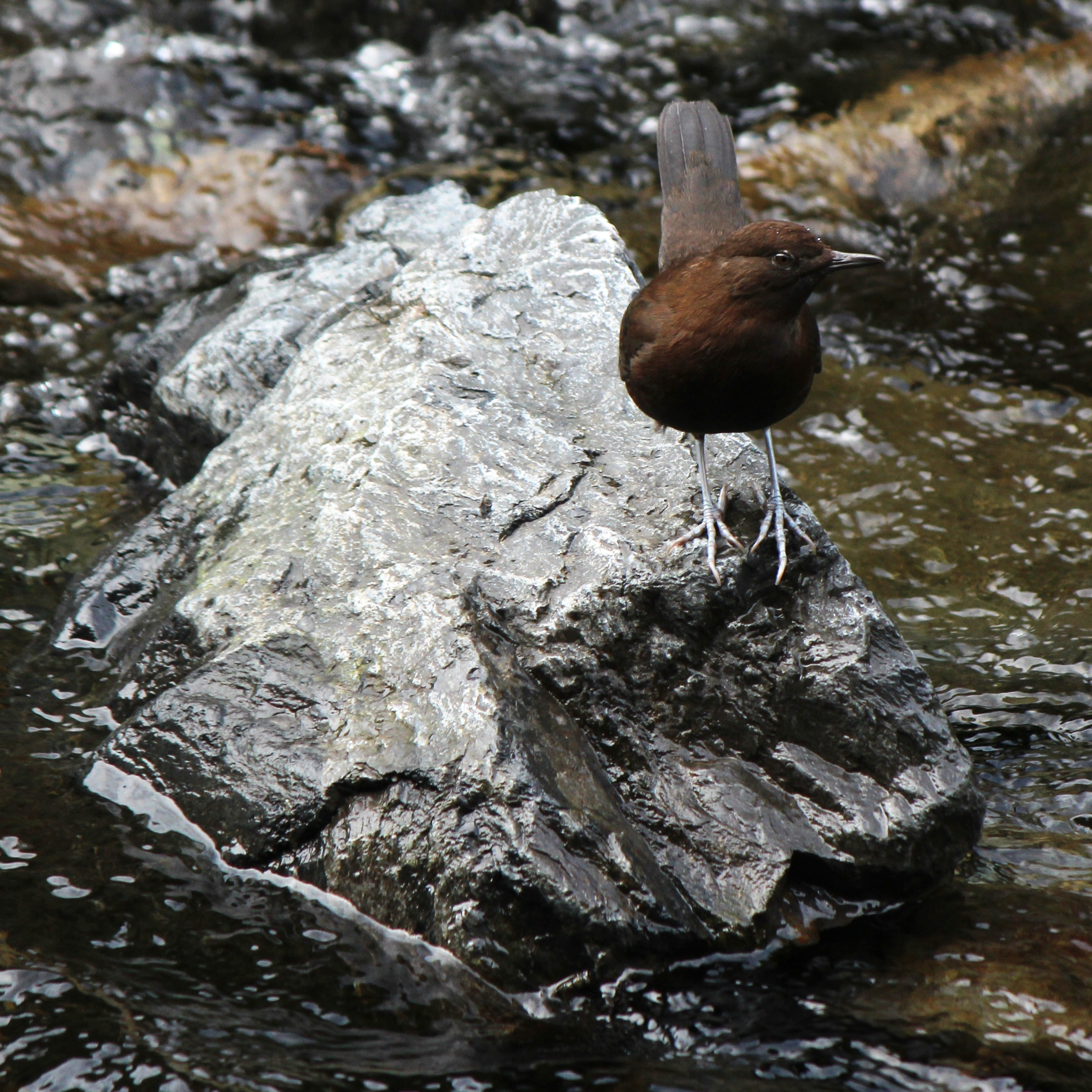
Pallaswasseramsel

Die Pallaswasseramsel (Cinclus pallasii), häufig auch Flusswasseramsel, oder auch Braune Wasseramsel, ist ein ostasiatischer Vertreter der Wasseramseln (Cinclidae). Im Westteil ihres Verbreitungsgebietes kommt sie sympatrisch mit der Eurasischen Wasseramsel (Cinclus cinclus) vor. Wie alle Vertreter der Cinclidae ist auch diese Art eng an das Leben entlang schnellfließender, sauerstoffreicher Gewässer gebunden.

## Aussehen

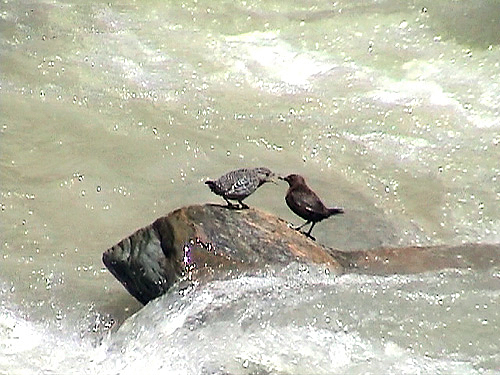
Flügger Jungvogel wird von einem Elter gefüttert

Die Pallaswasseramsel ist mit 21–23 Zentimetern Körperlänge geringfügig größer als die Eurasische Wasseramsel, von der sie gut zu unterscheiden ist. Ausgefärbte Individuen beiderlei Geschlechts sind zur Gänze dunkel schokoladebraun; Rücken und Brust weisen oft einen etwas wärmeren, ins Rötliche neigenden Farbton auf, während die Unterseite der Flügel graubraun erscheint. Die Iris ist braun, der Schnabel grauschwarz, die Beine und Zehen sind schwarzbraun.
Jungvögel unterscheiden sich in der Färbung wesentlich: Das dunkle, schiefergraubraune Gefieder ist an Kopf und Kehle auffällig hellgrau bis weißlich gefleckt, an der Brust, an Bauch und Rücken sind die Federn weißlich gesäumt und gepunktet. Die Armschwingen und Steuerfedern sind hell gerandet.

### Stimme
Die Lautäußerungen dieser Art sind von jenen der Eurasischen Wasseramsel nur sehr schwer zu unterscheiden. Wie bei dieser ist der Hauptruf ein grelles Zit oder Dsiit und der Gesang ist eine Abfolge zwitschernder und trillernder Phrasen, in die krächzende Elemente sowie Pfeiftöne eingebettet sind.

## Verbreitung und Lebensraum

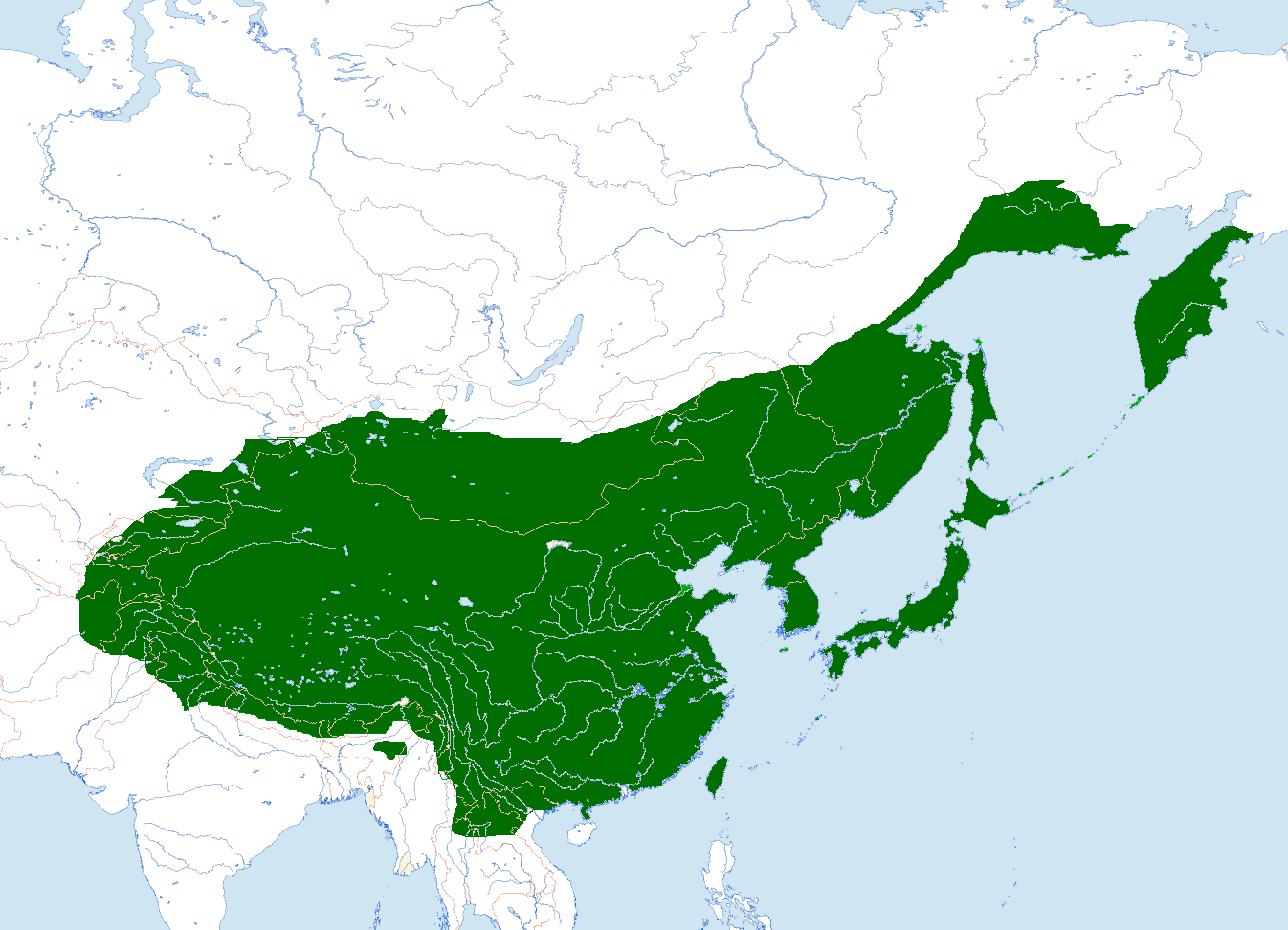
Verbreitungsgebiet der Flusswasseramsel

Die Art ist von Ostafghanistan ostwärts über die Hochgebirgszüge Zentralasiens bis an das Gelbe Meer und nordostwärts bis Kamtschatka verbreitet. Sie brütet auf den meisten Inseln der Kurilen, auf Sachalin sowie auf den Japanischen Inseln. Nach Süden hin ist sie Brutvogel in den nördlichen Bundesstaaten Indiens, in Nordmyanmar und Nordthailand sowie auf Taiwan.
Die Pallaswasseramsel besiedelt in diesem großen Verbreitungsgebiet Lebensräume entlang schnellfließender Flüsse und größerer Bäche. Sie brütet in Nordindien und Nepal in Höhen weit über 4000 Metern, in Ostsibirien und Japan aber auch auf Meeresniveau. Dort, wo sie gemeinsam mit Cinclus cinclus vorkommt, besiedelt sie meist tiefergelegene Flussabschnitte als diese; in Usbekistan wurden an einem Flussabschnitt auch alternierende Brutvorkommen beider Arten festgestellt.

### Wanderungen
Die meisten Populationen dieser Art sind Standvögel, die nur bei äußerst ungünstigen Witterungsbedingungen, insbesondere dann, wenn ihre Heimatgewässer zufrieren, ihr Brutgebiet kleinräumig verlassen. Die in Nordchina beziehungsweise Ostsibirien brütenden Vögel scheinen jedoch regelmäßig nach Süden abzuziehen Ebenso werden vertikale Wanderbewegungen beobachtet. Über Zugrouten und Zugdistanzen ist jedoch nichts bekannt.

## Nahrung und Nahrungserwerb
Wie alle anderen Arten der Cinclidae ernährt sich auch die Pallaswasseramsel vornehmlich von aquatisch lebenden Insekten, von kleinen Fischen und Fischeiern, Krabben, Schnecken und Würmern. Quantitativ überwiegen Insekten in ihrem Larvalstadium, vornehmlich solche von Eintagsfliegen, Steinfliegen und Köcherfliegen. Bei Gelegenheit werden auch Insekten aus anderen Ordnungen wie Schmetterlinge, Käfer oder Libellen erbeutet.
Die Pallaswasseramsel wendet verschiedene Jagdmethoden an: Beutetiere werden durch Wasserlugen erspäht und durch kurzes Untertauchen erbeutet, sie werden watend oder schwimmend von der Wasseroberfläche aufgelesen oder in Tauchgängen von Steinen oder dem Gewässerboden gelöst. Seltener picken Pallaswasseramsel Beutetiere am Boden auf oder erjagen sie in der Luft. Das energiezehrende Tauchen ist vor allem in der Vorbrutzeit und während der Jungenaufzucht die häufigste Methode des Nahrungserwerbs, da im Spätwinter und Frühjahr das Verhältnis zwischen Energieaufwand und Erreichbarkeit der Beutetiere günstig ist. Außerhalb dieser Zeiten wird der Großteil der Nahrung schwimmend und watend gewonnen. Kleinere Nahrungstiere werden sofort – auch unter Wasser – geschluckt, größere an Land gebracht und dort bearbeitet.

## Brutbiologie
Pallaswasseramsel verpaaren sich saisonal; Wiederverpaarungen letztjähriger Partner dürften vorkommen oder sogar häufig sein. Die Balzperiode beginnt im regionalen, klimatischen Spätwinter, in den tiefgelegenen Brutgebieten Nordindiens bereits im Dezember. Nestbau und Legebeginn erfolgen je nach geographischer Lage und Höhenlage verschieden von Februar (Indien, Nepal), Ende März–Mitte April (Kasachstan) bis Mitte Mai (Nordjapan, Nordchina und Kamtschatka). Nestlinge wurden regional bis in den August beobachtet; Zweitbruten sind zumindest in den südlicheren Brutgebieten die Regel.
Wie Cinclus cinclus baut auch die Pallaswasseramsel umfangreiche kugelige Nester, die aus zumindest zwei, meistens aber aus drei aus unterschiedlichem Material aufgebauten Schichten bestehen. Beide Geschlechter bauen am Nest, das zumindest bei sukzessiven Bruten mehrfach benutzt wird.
Die 3–6 reinweißen Eier werden in durchschnittlich 19 Tagen allein vom Weibchen erbrütet. Die Nestlingszeit beträgt zwischen 20 und 24 Tagen; danach werden die Jungvögel noch bis zu 2 Wochen geführt.

## Systematik
Die Pallaswasseramsel ist eine der fünf Arten der monotypischen Gattung Cinclus innerhalb der Familie Cinclidae; gelegentlich wird diese auch als Unterfamilie (Cinclinae) der Fliegenschnäpper (Muscicapidae) aufgefasst. Zwei Arten sind in Eurasien, eine ist in Nordamerika und zwei sind in Südamerika beheimatet. Die verwandtschaftliche Stellung der Familie ist Gegenstand der Forschung. Stellte man sie früher auf Grund morphologischer und verhaltensbiologischer Ähnlichkeiten in die Nähe der Zaunkönige (Troglodytidae), nimmt man heute eher eine nähere Verwandtschaft mit den Drosseln (Turdidae) und Spottdrosseln (Mimidae) an.
Für die Pallaswasseramsel werden außer der oben beschriebenen Nominatform, die in Ostasien, Westchina, Nordthailand, Nordvietnam und Japan vorkommt, noch drei weitere Unterarten beschrieben:
- C. p. tenuirostris Bonaparte, 1850 – Diese Unterart ist heller, blasser schokoladenbraun als C. p. pallasii. Sie kommt in Kasachstan, Kirgisistan, Usbekistan und Westtibet vor.
- C. p. dorjei Kinnear, 1937 – Dunkler als C. p. tenuirostris mit einem leichten Rotton, der vor allem bei Jungvögeln sehr deutlich ist. Vögel dieser Unterart brüten im südöstlichen Tibet, im nördlichen Indien, vor allem in Assam, in Nordmyanmar sowie in Nordthailand.
- C. p. marila Swinhoe, 1859 – Sehr ähnlich C. p. dorjei. Die Unterart kommt nur in einem relativ kleinen Gebiet in den Khasia Hills im indischen Bundesstaat Meghalaya vor.

## Bestandssituation
Regional, vor allem aus Nepal, werden Bestandsrückgänge, verursacht durch wasserbauliche Maßnahmen und Abholzung gemeldet. In weiten Teilen ihres Verbreitungsgebietes ist die Pallaswasseramsel jedoch nicht selten. Die IUCN listet sie in keiner Gefährdungsstufe.